# Melanchroia expositata
Melanchroia expositata là một loài bướm đêm trong họ Geometridae.